# 吡咯-3-甲脒
吡咯-3-甲脒是一种有机化合物，化学式C5H7N3，源自于番茉莉属的几种植物，具有惊厥作用和神经毒性。牛、狗等家畜食用了这些植物可能引发中毒，其症状与番木鳖碱相似，可持续几小时到数天。